# Lia (cantante)
Lia (nacida en 1984) es una cantante japonesa conocida por sus trabajos en novelas visuales y en series de anime como Angel Beats!. Perteneció a I've Sound entre los años 2000 y 2003.

## Biografía
Lia Nació en Sapporo, aunque la cantante no ha revelado su fecha de nacimiento. 
Ligada a la música desde muy pequeña, Lia ha tenido siempre una carrera muy unida a las series de anime y a la música para novelas visuales.
Los inicios de Lia en el mundo de la música tuvieron lugar en el año 2000, cuando la vocalista entró a formar parte de I've Sound, un conocido grupo de creación de Música electrónica para videojuegos para adultos. El primer tema que cantó con la agrupación antes citada, fue "Tori no uta", utilizada como canción de apertura de AIR. Esta canción, cuya letra está escrita por Jun Maeda, escritor del argumento de ese juego y producida y arreglada por Shinji Orito y Kazuya Takase, es quizás una la pieza más representativas de todas las canciones I've Sound, lo cual hizo que la fama de la cantante aumentara drásticamente, aunque solo formara parte de ese grupo como miembro temporal, pues muchas más canciones le fueron ofrecidas.
"Tori no uta", fue incluida en el segundo recopilatorio de I've Sound, titulado Verge, siendo la única canción que Lia, canta en este disco. El resto de su fugaz pero al mismo tiempo significativo e intenso paso por esta banda, se caracterizó por la grabación de un sencillo totalmente producido para ella sola titulado "SHIFT -Sedai no mukou-" y por la grabación de algunas canciones más, como la canción que dio título al tercer recopilatorio de este grupo llamado "Disintegration. 

### En solitario
La trayectoria de Lia junto a I've Sound, terminaría en el año 2003,  cuando decidió comenzar su carrera en solitario (Aunque con pequeñas colaboraciones esporádicas con su antigua banda). Las canciones que grabaría desde entonces, distan mucho de las de su etapa anterior, pues comienza a desarrollar un estilo propio, más Pop, poniendo especial énfasis en las baladas, aunque sin dejar del todo atrás su faceta electrónica. Sus canciones siguieron siendo muy utilizadas en novelas visuales, algunas de ellas de Key, como CLANNAD, o Tomoyo after, sin embargo su debut de cara al gran público tuvo lugar un año después, en el 2004.
El primer álbum de Lia, titulado "Prismatic", apareció el 25 de junio de 2004, y sería publicado con Queens Label, la que sería su discográfica a partir de entonces. Los sencillos y álbumes de la cantante se fueron sucediendo desde ese momento, a la par que su fama iba aumentando cada vez más, pues sus canciones también fueron apareciendo en las adaptaciones a la animación de muchas novelas visuales para las que había cantado.
Al mismo tiempo que la vocalista fue desarrollando una sólida carrera, tampoco dejó de lado su faceta electrónica publicando bajo el nombre de LIA, con mayúsculas, cuatro álbumes de música trance, en los cuales había tanto remezclas de sus canciones más conocidas como temas originales. De esta faceta, destaca los temas, "All around" y "Sky high", usados en la serie de anime Initial D, y publicados con Avex Trax.
En los años siguientes, después de haber dado a luz a un hijo,
 Lia compaginó su actividad musical con su vida familiar, prosiguiendo con carrera. En el año 2010, Lia es invitada para cantar la canción de apertura de Angel Beats!, una serie de anime, que pasó a la historia de la televisión japonesa por ser el programa más visto de los últimos 25 años. La canción, cuyo título es "My soul, your beats", fue el tema principal de un sencillo que llegó al tercer puesto de la lista Oricon.
El 27 de enero de 2012 salió a la venta una voicebank de Vocaloid3 llamada IA (イア), con su proveedora de voz siendo, LIA.

## Discografía

### Álbumes de estudio
- 2004: Prismatic
- 2005: Colors of life
- 2005: Gift
- 2006: Dearly
- 2008: New moon

### Recopilatorios
- 2007: Lia collection album, Limited CD vox
- 2007: Lia collection album, VOL I
- 2007: Lia collection album, VOL II
- 2011: Key+Lia Best 2001-2010

### Álbumes de ENIGMATIC LIA
- 2005: Enigmatic LIA
- 2007: Enigmatic LIA II
- 2007: Enigmaitc LIA Colletion album (Spectrum rays)
- 2009: Enigmatic LIA III

### Sencillos
- 2001: Natsukage
- 2001: Shift, sedai no mukou
- 2003: I'm feeling
- 2004: Birthday song requiem
- 2004: Spica hanabi moon
- 2005: Kimi no yoin
- 2005: Tori no uta / Farrewell song (Opening / ending de Air)
- 2006: Pride (Ending de  Crash B-Daman)
- 2006: Over the future (Ending de  Crash B-Daman)
- 2008: Doll / Human (Endings de Gunslinger Girl -Il Teatrino-)
- 2008: Toki wo kizamu uta / Torch (Opening / ending del anime Clannad After Story)
- 2010: My soul, your beats (Opening del anime Angel Beats!)
- 2010: Aishita tenki ni nare
- 2010: Kizunairo (Opening del anime Fortune Arterial)
- 2011: Kimi ga Hitori Nanka Ja Nai yo ~ Song of Life
- 2012: Lorelei no Uta
- 2014: JUSTITIA
- 2014: Days (Ending del anime Mekaku City Actors)
- 2015: Heartily Song
- 2015: Bravely You (Opening del anime Charlotte)

### Otras canciones

#### Canciones con I've Sound
- Tori no uta (8/9/2000)
- SHIFT -Sedai no mukou- (29/12/2001)
- Disintegration (26/6/2002)
- Light colors (25/11/2005) (Opening de la novela visual spin off de CLANNAD "Tomoyo After ~It's a Wonderful Life~")

##### Como Fuuran
- Bara (6/6/2003)

#### En solitario
- Akai yakusoku (Ending de la novela visual de Fortune Arterial)
- Aozora (Canción insertada en AIR)
- All around (Cánción insertada en Initial D)
- Sky high (Cánción inserta en Initial D)
- Ana (Canción insertada en CLANNAD)
- Yakusoku (Canción insertada en la película de CLANNAD)
- Life is like a melody (Ending de Tomoyo After)
- Last regrets, Acoustic version
- The force of love
- Girls can rock / I feel like a girl
- Horizont
- Aishita ni mukatte ge dream
- Saya's song (Canción insertada en Little Busters! Ecstasy)
- Tazunebito
- Hoshikuzu no sora
- Mado kara mieru
- 2010: Enigmatic Lia IV